# František Vejdovský
František Vejdovský (németül Franz Vejdovsky, magyarosan Vejdovsky Ferenc) (Kouřim, (Csehország) , 1849.  október 24.  – Prága, 1939. december 4..) cseh zoológus, a Károly Egyetem professzora.

## Életpályája
Természettudományokat tanult Prágában. Asszisztens lett az ottani múzeumban; habilitáltatta magát a cseh politechnikumon, majd 1879-ben az egyetemen zoológiára és összehasonlító boncolástanra. A prágai Károly Egyetem  professzora volt. Számos értekezést közölt különböző szakfolyóiratokban.

## Főbb művei
- Monographie der Enchyträiden (Prága, 1879);
- Die Süsswasserschwämme Böhmens (ugyanott, 1883);
- Untersuchungen über Anatomie, Physiologie und Entwicklungsgeschichte von Sternaspis (Bécs, 1882);
- Tierische Organismen der Brunnenwässer von Prag (Prága,1883);
- System und Morphologie der Oligochanten (uo. 1884);
- Zrání, oplození rýhováni vajicka (díjazott mű, uo. 1887); u. a. németül ezen cím alatt: Entwicklungsgeschichtliche Untersuchungen I. (uo. 1888-1892).